# Николс, Кеннет
Кеннет Дэвид Николс (англ. Kenneth David Nichols; 13 ноября 1907 — 21 февраля 2000) — офицер Армии Соединённых Штатов Америки и военный инженер. Он работал в Манхэттенском проекте, где во время Второй мировой войны разрабатывались первые образцы ядерного оружия, на посту заместителя главного инженера округа, а затем главным инженером округа в «Манхэттенском инженерном округе». Он отвечал как за производство урана на Клинтонском инженерном заводе в Ок-Ридж, штат Теннесси, так и за производство плутония в Хэнфордском комплексе.
Николс продолжал участвовать в Манхэттенском проекте вплоть до 1947 года, когда тот был поглощён Комиссией по атомной энергии (КАЭ). В 1946—1947 годах он служил в КАЭ в качестве офицера связи. Некоторое время преподавал в Военной академии США (Вест-Пойнт), но вскоре получил повышение до генерал-майора и стал главой Проекта по особому оружию вооружённых сил США, ответственному за военные вопросы ядерного оружия, в том числе логистику, обращение с оружием и обучение. Он был заместителем директора по персоналу Подразделения по вопросам, планированию и операциям с атомной энергией (Atomic Energy Matters, Plans and Operations Division), а также старшим офицером армии в военном комитете связи, работавшим с КАЭ.
В 1950 году генерал Николс стал заместителем директора Подразделения по управляемым ракетам (Guided Missiles Division) Министерства обороны США. Когда в 1952 году подразделение было реорганизовано, он был назначен главой отдела исследований и разработок. В 1953 году Николс стал генеральным управляющим Комиссии по атомной энергии США, где он способствовал сооружению атомных электростанций. Он играл ключевую роль в разбирательстве по делу Оппенгеймера, которое закончилось лишением учёного допуска к секретной работе. После КАЭ Николс начал давать консультации по инженерным вопросам сооружения и оперирования частных АЭС.

## Биография

### Ранние годы жизни и начало карьеры
Кеннет Дэвид Николс родился 13 ноября 1907 года в поселении Уэст-Парк (штат Огайо), который позже стал районом города Кливленд, в семье Уилбура Л. Николса (Wilbur L. Nichols) и его жены Мэй (в девичестве — Колбрумн, May Colbrumn); помимо него в семье было трое детей.
Он выпустился из Военной академии США в Вест-Пойнте в 1929 году пятым на своём курсе и был комиссован в качестве второго лейтенанта Инженерных войск армии США. В том же году его командировали в Никарагуа в составе экспедиции, руководимой подполковником (англ. lieutenant colonel) Дэниелом Айсомом Султаном (Daniel Isom Sultan), целью которой было провести исследование территории для строительства Никарагуанского канала. Здесь он впервые встретился с первым лейтенантом Лесли Гровсом, офицером той же экспедиции, который позже сыграет значительную роль в жизни Николса. За работу в экспедиции Николс был награждён никарагуанской медалью «За заслуги» (англ. Nicaraguan Medal of Merit) с формулировкой: «За исключительную помощь, оказанную Республике Никарагуа».
Николс возвратился в США в 1931 году и поступил в Корнеллский университет, где получил степень бакалавра в гражданском строительстве. В июне 1932 года он стал помощником руководителя Судоходной экспериментальной станции (Waterways Experiment Station) в Виксберге (штат Миссисипи). В августе он продолжил обучение в Корнелле и получил степень магистра по той же специальности 10 июня 1932 года. Во время обучения в университете он женился на Жаклин Даррикуле (Jacqueline Darriculat), позже у них родились дочь и сын. Он возвратился к работе на Судоходной станции в 1933 году, но уже на следующий год получил стипендию от Института международного образования (Institute of International Education) для годичного обучения (изучения европейских методов в гидравлике) в техническом институте в Берлине. В период обучения, 1 октября 1934 года, он был повышен до первого лейтенанта. Написанная им диссертация выиграла премию Американского общества гражданских инженеров (American Society of Civil Engineers). По возвращении в США он снова получил годичное назначение, и опять на Судоходную экспериментальную станцию. С сентября 1936 по июнь 1937 года он был офицером-курсантом в Форте Белвуар, штат Виргиния. После этого он вновь продолжил гражданское обучение, развив свою берлинскую диссертацию для получения степени доктора философии в Университете Айовы. В августе 1937 года он стал преподавателем в Вест-Пойнте, где 13 июня 1939 года получил повышение до капитана.

### Служба в годы Второй мировой войны
В июне 1941 года полковник Джеймс Маршалл (James C. Marshall) перевёл Николса в Округ Сиракьюз (Syracuse District) на должность участкового инженера, ответственного за создание Авиационной базы Рома (Rome Air Depot), шт. Нью-Йорк. 10 октября 1941 года Николс был повышен до майора, а 1 февраля 1942 года — до подполковника, после чего Маршалл приказал ему принять на себя управление созданием Пенсильванского артиллерийского завода (Pennsylvania Ordnance Works) по производству тринитротолуола в Уильямспорте, штат Пенсильвания. Основными подрядчиками на этом проекте были DuPont и Stone & Webster, также Николс взаимодействовал с Лесли Гровсом, заведовавшим военным строительством в должности полковника.
В июне 1942 года Николс вновь был переведён Маршаллом, на этот раз в Вашингтон, округ Колумбия. Незадолго до этого Маршалл был назначен окружным инженером вновь образовывавшегося «Манхэттенского инженерного округа» (Manhattan Engineer District, впоследствии переименованном в Манхэттенский проект) и получил одобрение укомплектовать его офицерами и гражданскими из Округа Сиракьюз, работы по которому раз подходили к завершению. Маршалл назначил Николса своим заместителем, и 16 августа 1942 года, вместе с официальным созданием Манхэттенского Округа, тот вступил в должность.
Первой важной задачей нового проекта (который, в отличие от других «округов», не имел географической привязки), был выбор места строительства. 30 июня Николс и Маршалл отправились в Теннесси, где они встретились с представителями Администрации долины Теннесси и осмотрели предполагаемые места в предгорье хребта Камберленд, которые геологоразведчиками из Управления научных исследований и разработок были признаны подходящими в плане доступности электроэнергии, воды и транспорта вместе с разреженностью населения. Для строительства было выбрано место возле Блэк Ок-Ридж (Black Oak Ridge), но Маршалл отложил покупку земли до подтверждения научными результатами обоснованности возведения полноценного производственного комплекса. Впоследствии Николс посетил Металлургическую лабораторию Чикагского университета, где встретился с Артуром Комптоном. Увидев перенаселённость лаборатории, Николс в рамках своих полномочий договорился о создании нового экспериментального центра в лесном заповеднике в Иллинойсе, который позже станет известен как Аргоннская национальная лаборатория.

## В массовой культуре
В биографическом фильме «Оппенгеймер» 2023 года режиссёра Кристофера Нолана роль Кеннета Николса исполнл актер Дэйн Дехаан.

### На английском языке
- Nichols K. The Road to Trinity: A Personal Account of How America’s Nuclear Policies Were Made. — New York: Morrow, 1987. — ISBN 0-688-06910-X.